# Leo Ascher
Leo Ascher (17. srpna 1880 Vídeň – 25. února 1942 New York) byl rakouský hudební skladatel a právník.

## Život
Leo Ascher byl syn židovského výrobce deštníků Moritze Aschera a Evy Friedenthalové. Měl dvě sestry, jeho bratr Adolf Arnold Ascher (1867–1938) byl zavražděn nacisty. Ascher studoval hru na klavír na vídeňské konzervatoři u Huga Reinholda a Louise Therna, skladbu u Roberta Fuchse a Franze Schmidta. Studoval také práva a v roce 1904 získal doktorát práv na vídeňské univerzitě. Jeho první opereta Vergelt’s Gott měla premiéru v roce 1905. Od roku 1905 do roku 1932 složil přes 30 operet.
V letech 1909/1910 byl Ascher spolu s Bélou Laszkym hudebním ředitelem kabaretu Fledermaus. Ve dvacátých letech 20. století začal Ascher psát lidové písně a filmovou hudbu. O Křišťálové noci byl zatčen. Po propuštění emigroval v roce 1938 přes Francii a Anglii do New Yorku, kde od roku 1939 žil se svou ženou a dcerou jako právník pro záležitosti autorských práv. Přestože se jeho díla hrála i za nacistů, nedostával za ně žádný honorář. V posledních letech svého života žil v chudých podmínkách. Během této doby psal vlastenecké písně a naučnou literaturu pro děti.
Ascher byl ženatý s Louisou Franklovou (1872–1952), jejich dcera je spisovatelka Franzi Ascher-Nash.

## Posmrtné uznání
Jeho umělecký odkaz je uchován v Leo Ascher Center of Operetta Music na Millersville University of Pennsylvania. Jsou tam jeho dopisy, obrázky, rukopisy a tištěné noty.
V roce 1955 byla po něm 13. vídeňském okrese, v Hietzingu pojmenována ulice – Aschergasse.

## Dílo
Leo Ascher komponoval operety, vídeňské písně, šansony v několika jazycích a filmovou hudbu.

### Operety
- Vergeltsgott (1905), T: Victor Léon (14. Oktober 1905, Theater an der Wien, Wien)
- Die Grüne Redoute (26. März 1908, Danzers Orpheum, Wien)
- Die arme Lori (1909)
- Belagerungszustand (1909), T: August Neidhart
- Vindobona, du herrliche Stadt (22. Juli 1910, Venedig in Wien, Wien)
- Der fromme Silvanus (3. November 1910, Cabaret Fledermaus, Wien), T: Beda-Löhner
- Rampsenit (1910), T: Beda-Löhner
- Das Salonfräulein (1910), T: Beda-Löhner
- Die keusche Suzanne (1910), T: Beda-Löhner
- Das goldene Strumpfband (1. Mai 1911, Ronacher Etablissement, Wien)
- Der Lockvogel (1912)
- Hoheit tanzt Walzer (24. Februar 1912, Raimund Theater, Wien), T: Julius Brammer und Alfred Grünwald
- Die goldene Hanna (4. Januar 1914, Apollo Theater, Wien)
- Was tut man nicht aus Liebe (17. Dezember 1914, Ronacher Etablissement, Wien), T: Felix Dörmann
- Botschafterin Leni (19. Februar 1915, Theater in der Josefstadt, Wien)
- Die schöne Komödiantin (1916)
- Der Soldat der Marie (1916, Berlin)
- Bruder Leichtsinn (28. Dezember 1917, Bürgertheater, Wien), T: Julius Brammer, Alfred Grünwald
- Egon und seine Frauen (1917)
- Was Mädchen träumen (1919), T: Leopold Jacobson, Robert Bodanzky
- Der Künstlerpreis (1919), T: Rudolf Oesterreicher, Julius Horst
- Prinzessin Friedl (1920)
- Baronesschen Sarah (1920), T: August Neidhart
- Zwölf Uhr Nachts (1920)
- Ein Jahr ohne Liebe (1923), T: Ludwig Hirschfeld, Alfred Deutsch-German
- Sonja (1925), T: Rudolf Presber; Leo Walther Stein
- Das Amorettenhaus (1926), T: Bruno Hardt, Max Steiner-Kaiser
- Ich hab dich lieb (1926), T: Wilhelm Sterk
- Ninon am Scheideweg (1926), T: August Neidhart, Arthur Rebner
- La Barberina (1928), T: Viktor Léon
- Der König vom Moulin Rouge (1929), T: Julius Wilhelm, Peter Herz
- Frühling im Wienerwald (1930), T: Beda-Löhner, Fritz Lunzer
- Bravo Peggy (1932), T: Wilhelm Lichtenberg, Armin Robinson, Theodor Waldau
- Um ein bisschen Liebe (1936), T: Rudolph Lothar, Peter Herz

### Písně a šansony
- Aus 1000 und einer Nacht, T: Hermann Klink
- Das Gewitter, T: Detlev von Liliencron
- Das Lercherl von Hernals
- Das Puppenspiel der Marquise
- Das Soldatenkind
- Der Floh, T: Robert Blum
- Der Korporal, T: Robert Heymann
- Der neue Papa, T: Robert Heymann
- Die drei Künstler, T: Eddy Beuth
- Die fromme Herzogin, T: Robert Heymann
- Die Herzogin von Pampelona, T: Beda-Löhner
- Die kleine Marquise
- Die schöne Frau Pollak, T: Homunkulus
- Die Unschuld, T: Robert Heymann
- Die Violine, T: Beda-Löhner
- L’appetit vient ein mauyeant, T: Homunkulus
- So solltet ihr sein, T: Wilhelm Sterk
- Wiegenlied op. 81, T: Friedrich Werner van Oesteŕen

### Filmová hudba
- Der Soldat der Marie (1924), Regie: Erich Schönfelder
- Purpur und Waschblau (1931), Regie: Max Neufeld
- Mein Leopold (1931), Regie: Hans Steinhoff
- Hoheit tanzt Walzer (1935), Regie: Max Neufeld